# Zimowe Mistrzostwa Rosji w Chodzie Sportowym 2011
Zimowe Mistrzostwa Rosji w Chodzie Sportowym 2011 – zawody lekkoatletyczne w chodzie sportowym, które odbyły się 26 i 27 lutego w Soczi.
Wydarzeniem zawodów było ustanowienie przez Wierę Sokołową rekordu świata w chodzie na 20 kilometrów (1:25:08). Druga na mecie chodu na tym dystansie Anisia Kirdiapkina wynikiem 1:25:09 poprawiła rekord Europy młodzieżowców (zawodników do lat 23).

## Rezultaty

### Mężczyźni
| Konkurencja:             | 1. miejsce        | Rezultat | 2. miejsce           | Rezultat | 3. miejsce       | Rezultat |
| Chód na 10 km (juniorzy) | Pawieł Parszyn    | 41:18    | Diemientij Czepariew | 42:11    | Dienis Asanow    | 42:12    |
| Chód na 20 km            | Władimir Kanajkin | 1:19:14  | Siergiej Morozow     | 1:20:08  | Andriej Kriwow   | 1:20:16  |
| Chód na 35 km            | Igor Jerochin     | 2:26:36  | Dienis Niżegorodow   | 2:27:08  | Dienis Striełkow | 2:27:52  |

### Kobiety
| Konkurencja:               | 1. miejsce          | Rezultat | 2. miejsce         | Rezultat | 3. miejsce     | Rezultat |
| Chód na 10000 m (juniorki) | Swietłana Wasiljewa | 42:43    | Jelena Łaszmanowa  | 43:41    | Olga Dubrowina | 47:34    |
| Chód na 20 km              | Wiera Sokołowa      | 1:25:08  | Anisia Kirdiapkina | 1:25:09  | Anna Łukjanowa | 1:27:49  |